# Leszek Balcerowicz
Leszek Henryk Balcerowicz (n. 19 ianuarie 1947, Lipno, Voievodatul Cuiavia și Pomerania, Polonia) este un politician și economist polonez. Consilier al sindicatului Solidaritatea în 1980-1981, viceprim-ministru și ministru de Finanțe în primul guvern polonez necomunist, condus de Tadeusz Mazowiecki. În 1970 a absolvit Facultatea de Comerț Internațional a Școlii de Planificare și Statistică (actualmente Școala Economică din Varșovia). Planul de stabilizare și transformare a economiei poloneze conceput de Balcerowicz a reușit să reducă inflația, impunînd o politică fiscală severă și privatizarea întreprinderilor de stat. În 1997-2000 din nou a deținut funcțiile de viceprim-ministru și ministru de Finanțe. Leszek Balcerowicz a fost, între 1995 și 2000, președintele partidului de centru-dreapta Uniunea Libertății (Unia Wolności), iar în 2001-2007, a fost președintele Băncii Naționale Polone.